# A las 11
A las 11 fue un programa matinal chileno emitido por Telecanal que interactuaba con la gente en encuestas, opinión, tarot, especialistas en salud, educación y cocina. Era conducido por Matilda Svensson y María Fernanda "Titi" García-Huidobro, se estrenó el 1 de octubre de 2012.
El programa cuenta con secciones de actualidad, opinión del público a través de llamadas telefónicas, datos de belleza y conversación. Entre los famosos que participaron del programa estaban: Mario Kreutzberger, Karen Doggenweiler, Soledad Onetto, Gonzalo Feito, Camila Vallejo, Marco Enríquez-Ominami, Franco Parisi, Andrea Dellacasa, Yamna Lobos y Manuel García, entre otros.